# Пучкова зброя
Пучкова зброя — різновид космічної зброї, що ґрунтується на формуванні пучка часток (електронів, протонів, іонів або нейтральних атомів), прискорених до близькосвітлових швидкостей, і використанні запасеної в них кінетичної енергії для ураження ворожих об'єктів. Разом з лазерною і кінетичною зброєю пучкова зброя розроблялася у рамках СОЇ як перспективний вид принципово нової зброї.
Пучкова зброя має три чинники ураження: механічне руйнування, спрямоване рентгенівське і гамма-випромінювання і електромагнітний імпульс. Сфера можливого застосування: знищення балістичних ракет, космічних і комбінованих аерокосмічних кораблів. Перевагою пучкової зброї є швидкодія, зумовлена переміщенням пучка часток з близькосвітловою швидкістю. Недоліком пучкової зброї при дії в атмосфері є втрата швидкості і кінетичної енергії елементарних часток внаслідок взаємодії з атомами газів. Вихід з цієї проблеми фахівці вбачають у створенні в атмосфері каналу розрідженого повітря, усередині якого пучки часток можуть переміщатися без втрати швидкості і кінетичної енергії.
Окрім космічної війни пучкову зброю передбачалося використати і для боротьби з протикорабельними ракетами.
Існує проект «іонного» пістолета Ion Ray Gun, що працює від 8 пальчикових батарей, завдаючи поранення на дистанції до 7 м.
Технології іонної гармати можуть використовуватися в цивільних цілях для іонно-променевої обробки поверхонь трекових мембран.

## Оцінки можливості створення і застосування
Згідно з оцінками Комітету радянських учених на захист миру, проти ядерної загрози (1986), найкращі перспективи розробки і застосування мала пучкова зброя з атомарним нейтральним воднем, де спочатку формується і прискорюється пучок негативних іонів водню з двома електронами, а потім при проходженні його через спеціальну газову мішень в процесі перезарядження з ефективність, близький до 100 % іони втрачають зайві електрони і стають нейтральними атомами, що рухаються з близькосвітловими швидкостями. Оптимум енергії частки визначається з вимоги виділення усієї або практично усієї кінетичної енергії пучка в мішені, що вражається. Це для типових параметрів боєголовок ракет дає енергію часток близько 300 МэВ. Використання пучків заряджених часток погіршує разходимість пучка через їх електростатичне відштовхування, а також впливу магнітних полів Землі і космічного простору, а пучків із зарядом, що об'ємно компенсується, — через плазмову нестійкість. Крім того, атомарні пучки таких енергій легко втрачають електрони при взаємодії з будь-якою речовиною, включаючи гази атмосфери, що дає нижнє обмеження висоти застосування такої зброї в 200—250 км. У зв'язку з цим захистом від подібної зброї може служити газовий екран перед мішенню. Галузями застосування пучкової зброї було названо знищення боєголовок ракет на балістичній ділянці їх траєкторії і протидія кінетичній зброї у ближньому бою.

## Прототипи
У рамках програми СОІ американські розробники сконструювали прототип пучкової зброї з описаним вище пучком нейтральних атомів водню. Технологія прискорювача і нейтралізатора було розроблено в Лос-Аламоській національній лабораторії. Прототип був запущений на навколоземну орбіту з Ракетного полігону Уайт-Сандс у рамках проекту «Пучкові експерименти на ракетах» (англ. Beam Experiments Aboard Rocket - BEAR) в липні 1989 року. Супутник відпрацював на орбіті, а потім успішно приземлився. У 2006 році він був переданий Лабораторією в Національний музей авіації і космонавтики у Вашингтоні.

## Пучкова зброя в фантастиці

### У кіно
У вигаданому всесвіті «Зоряних воєн» активно використовуються планетарні іонні гармати — зброя наземного або корабельного базування, здатна вражати ворожі кораблі на низьких орбітах. Застосування планетарної іонної гармати не завдає фізичного збитку кораблю, а виводить з ладу його електроніку. Недоліком іонної гармати є маленький сектор обстрілу, що дозволяє захищати території площею всього в декілька квадратних кілометрів. Тому цей вид зброї використовують тільки для прикриття стратегічних об'єктів (космопортів, генераторів планетарних щитів, великих міст і військових баз). Скорострільність іонної гармати складає 1 постріл в 5-6 секунд, тому для повноцінної оборони планети необхідно використати цілу систему вогневих точок або щитів. Прикладом іонної планетарної гармати є створений на верфях Куата «Планетарний захисник V-150», який застосовувався силами Альянсу на базі Хот. V-150 захищено сферичною пермацитовою оболонкою. Живлення від реактора, що знаходиться в 40 м нижче рівня землі. Персонал — 27 солдатів. На відкриття сферичної оболонки для пострілу вимагається декілька хвилин. Саме V-150 вивела з ладу імперський зоряний руйнівник «Месник». Іонні гармати входять до складу озброєння зоряного руйнівника класу «Перемога».
У фільмі «Чужі» також згадується такий вид зброї.

### У відеоіграх
Іонна гармата характерна для відеоігор в жанрі стратегії реального часу як «суперзброя», тобто, винятково потужна і доступна на пізніх етапах гри. Зустрічається в серії Command & Conquer (орбітального базування в тиберіумній підсерії та наземного в Generals), Crimsonland (ручний варіант), Master of Orion, Ogame (не ручний варіант). Також у першій частині Half-Life є тау-гармата, що працює за принципом пучкової зброї.
Наприклад, в Command & Conquer потужний іонний промінь, що випускається з орбітальної станції, знищує цілі на поверхні Землі. Залежно від конкретної гри, він або вражає окремі цілі, або створює вибух, аналогічний за силою ядерному. Застосування іонної гармати викликало так звані іонні шторми в атмосфері з порушенням зв'язку і підвищенням рівня озону. Проте насправді жодна іонна гармата не здатна пробити атмосферу планети і уразити цілі на поверхні Землі (проведені в 1994 році в США експерименти визначили дальність дії пучкової зброї в умовах атмосфери всього в декілька кілометрів). В таких іграх як OGame іонна гармата входить до складу планетарної оборони, яка спрямована проти загроз із космосу.